# Sebastopol

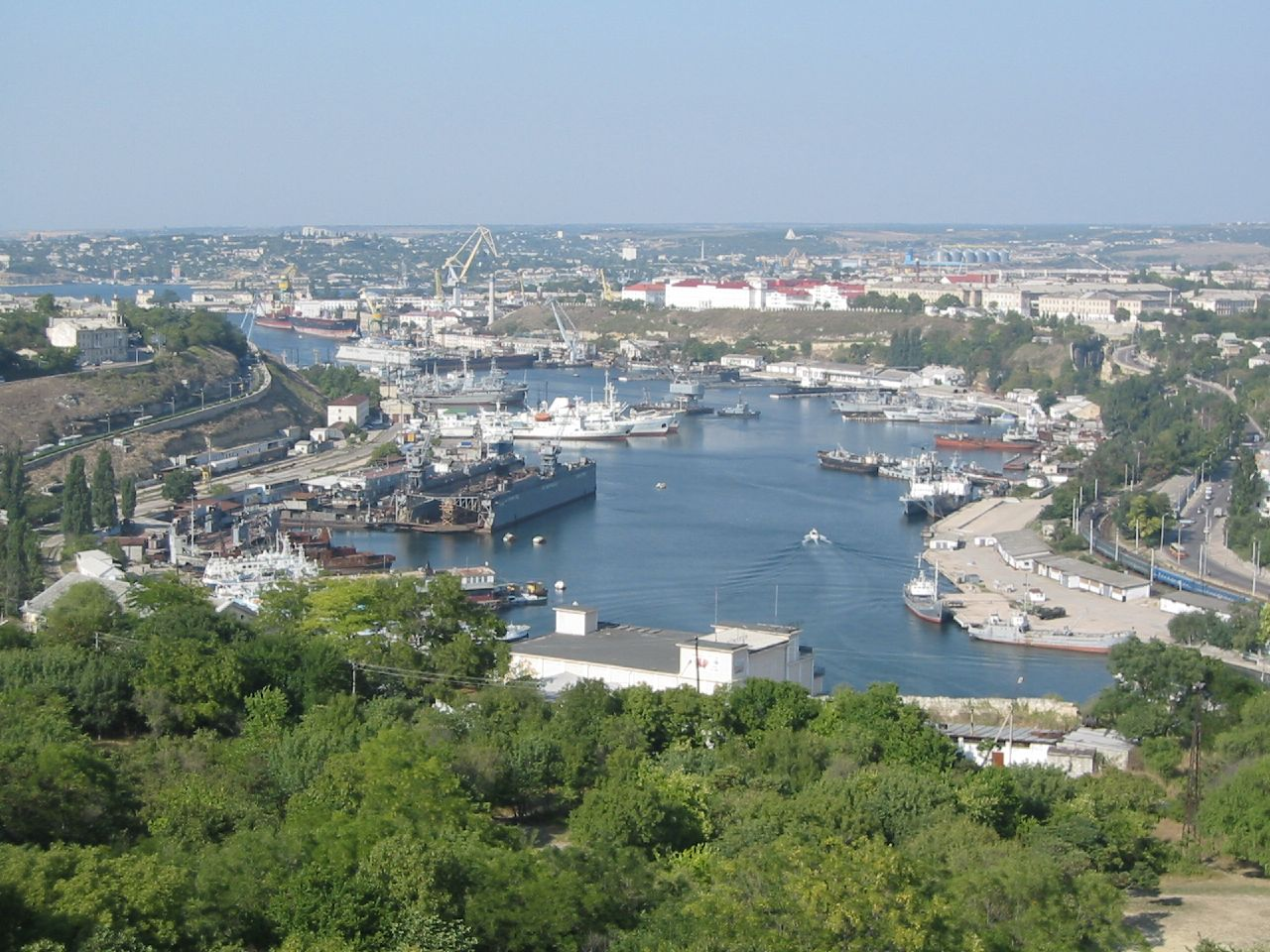
Sebastopol in 2005

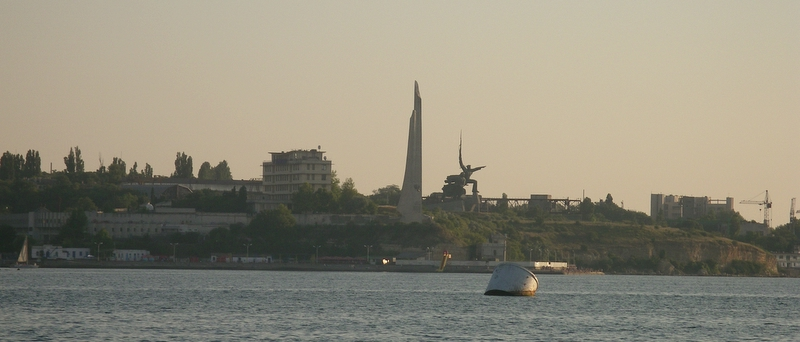
Vanaf de zee

Sebastopol (Oekraïens: Севастополь, Sevastopol, [seβ̞ɑˈstɔpolʲ]; Russisch: Севастополь, Sevastopol, [sʲɪvɐˈstopəlʲ]; Krim-Tataars: Aqyar) is een havenstad op de Krim aan de Zwarte Zee. De havenstad Sebastopol heeft ruim 379.000 inwoners. Het grootste deel van de bevolking (71,6 %) is etnisch Russisch.
Bij het uiteenvallen van de Sovjet-Unie in 1991 werd Sebastopol (evenals de rest van de Krim) onderdeel van de toen nieuwgevormde staat Oekraïne, na reeds sinds 1954 onderdeel te zijn geweest van de Sovjetdeelrepubliek Oekraïense SSR. Rusland pachtte echter een marinebasis in Sebastopol, waar het hoofdkwartier van de Russische Zwarte Zeevloot was gevestigd. In 2014 zijn de Krim en Sebastopol geannexeerd door de Russische Federatie. De internationale gemeenschap en Oekraïne erkennen deze annexatie niet en beschouwen het gehele gebied als deel van Oekraïne.
Sebastopol wordt bestuurd als een federale stad van de Russische Federatie en staat bestuurlijk los van de Republiek van de Krim. Beide zijn volgens de Russische bestuurlijke indeling onderdeel van het Zuidelijk Federaal District. Ook onder Oekraïens bestuur had de stad een aparte status.

## Geschiedenis
De Zwarte Zeekust, en dus ook de Krim, werd in de oudheid verkend door de Scythen en de Sarmaten. Archeologen hebben er nederzettingen aangetroffen die dateren van 1000 voor Christus. Op de plek waar nu Sebastopol ligt, stichtten de Griekse kolonisten uit Heraclea in de zesde eeuw voor Christus de plaats Chersonesos.
In de 9e eeuw werd Chersonesos een onderdeel deel van het Byzantijnse Rijk. In het jaar 988 bekeerde grootvorst Vladimir zich in Chersonesos tot het christendom. Dit markeerde het begin van de verspreiding van het orthodoxe geloof over het Kievse Rijk. Chersonesos werd uiteindelijk verwoest door troepen van de Gouden Horde en het gebied waar nu Sebastopol ligt kwam in de 15e eeuw onder Ottomaans bestuur.
Gedurende de Russisch-Turkse Oorlog van 1768 tot 1774 veroverden de Russische troepen de Krim. In de herfst van 1782 gingen de eerste Russische schepen, de fregatten Chrabry en Ostrorógny, voor anker nabij Achtiar, een oude Krim-Tataarse nederzetting. De Krim werd op 19 april 1783 door Rusland geannexeerd. Op 3 juni 1783 werd op deze plaats de stad gesticht. Deze militaire vesting heette aanvankelijk nog Achtiar. Een jaar later werd in opdracht van Tsarina Catharina de Grote begonnen met de bouw van een marinebasis en kreeg de plaats de Griekse naam Sebastopol (van σεβαστος, sevastos, "eerbiedwaardig" en πολις, polis, "stad"). Tussen 1797 en 1826 heette de stad wederom Achtiar. In 1804 werd Sebastopol benoemd tot thuishaven van de Zwarte Zeevloot. Het eerste fort stamt uit 1809.
Tijdens de Krimoorlog (1854-1856) werd Sebastopol langdurig belegerd door Franse, Britse en Sardijnse troepen. Uiteindelijk viel de stad na 349 dagen, in september 1855. Een jaar later kregen de Russen met het accepteren van de Vrede van Parijs de controle over de stad terug.
In de Tweede Wereldoorlog werd de stad gedurende tweehonderdvijftig dagen belegerd door de Duitsers. De aanval begon op 22 juni 1941 met een luchtaanval. Toen het Duitse leger Sebastopol op 1 juli 1942 innam, lag de stad volledig in puin. Tienduizenden Sovjetsoldaten waren tijdens de Slag om Sebastopol gesneuveld en 95.000 van hen waren krijgsgevangen genomen; het aantal inwoners van Sebastopol was tot een zesde gekrompen. Vele burgers, waaronder ook Joden, werden geëxecuteerd. Aangezien de bevolking zich hevig tegen de Duitse verovering had verzet, besloot de bezetter ruim 15.000 personen uit de stad te deporteren naar omliggende gebieden en Oekraïne. De bezette stad werd door de nazi's hernoemd tot Theodorichhafen. Op 9 mei 1944 werd de stad na een korte strijd weer heroverd door het Rode Leger. Voor de heldhaftige verdediging heeft de stad de status van heldenstad van de Sovjet-Unie gekregen, een status die slechts aan dertien plaatsen is toegekend. Tevens ontving Sebastopol de Orde van de Rode Banier met gouden ster.
In 1954 werd de Krim overgedragen door de Russische deelrepubliek van de Sovjet-Unie aan de Oekraïense deelrepubliek. Vanwege de aanwezigheid van de marinebasis werd Sebastopol in een aparte administratieve eenheid ingedeeld, los van de Krim, en werd de stad feitelijk rechtstreeks vanuit Moskou bestuurd. In de Sovjettijd was Sebastopol vanwege de stationering van de Zwarte Zeevloot een gesloten stad, beperkt toegankelijk voor mensen die er niet woonden. Deze status werd pas in 1996 opgeheven.
Na het uiteenvallen van de Sovjet-Unie hebben de pogingen van Oekraïne de Zwarte Zeevloot van de oud-USSR tot Oekraïens eigendom te verklaren tot spanningen geleid tussen Rusland en Oekraïne. Op 23 augustus 1994 riep de gemeenteraad van Sebastopol de Oekraïense havenstad op de Krim uit tot Russisch grondgebied. Het was de eerste uiting van separatisme sinds de pro-Russische Leonid Koetsjma op 10 juli tot president van Oekraïne werd gekozen. Reden om het besluit te nemen was volgens de gemeenteraad "het uitblijven van concrete beslissingen over de status van de stad en over de status van de Zwarte-Zeevloot".
Ook hebben de aparte status van Sebastopol en de historische sentimenten die veel Russen koesteren jegens de stad erbij een grote rol gespeeld. Het Russische parlement, de Doema, nam zelfs een wet aan waarin Sebastopol tot deel van het Russische grondgebied werd verklaard en heeft daarmee de spanningen hoog laten oplopen. Deze situatie werd voorlopig opgelost in 1997 toen besloten werd tot de opdeling van de Zwarte Zeevloot in het Oekraïense en het Russische deel. De Russen mochten tot 2017 een marinebasis in de stad huren. In april 2010 werd dit huurcontract met 25 jaar verlengd tot 2042. In 2014 echter zegde Rusland dit huurcontract op, sinds de Krim (waar Sebastopol ligt) door Rusland ingelijfd is.
Sinds Sebastopol vrij toegankelijk was voor internationaal publiek ontwikkelde de stad zich tot een belangrijke toeristische bestemming en groeit het aantal bezoekers ieder jaar. Dit is vooral te danken aan het subtropische klimaat, de vele geschiedkundige overblijfselen uit o.a. de Krimoorlog en de Tweede Wereldoorlog en de archeologische vindplaatsen uit de oudheid. Voor mensen uit de voormalige Sovjet-Unie is het een belangrijke toeristische bestemming. Toeristen komen ook uit andere voormalige Oostbloklanden en uit Duitsland, Engeland, Frankrijk en Italië. Wie nu naar Sebastopol wil heeft een visum nodig.

## Wapen

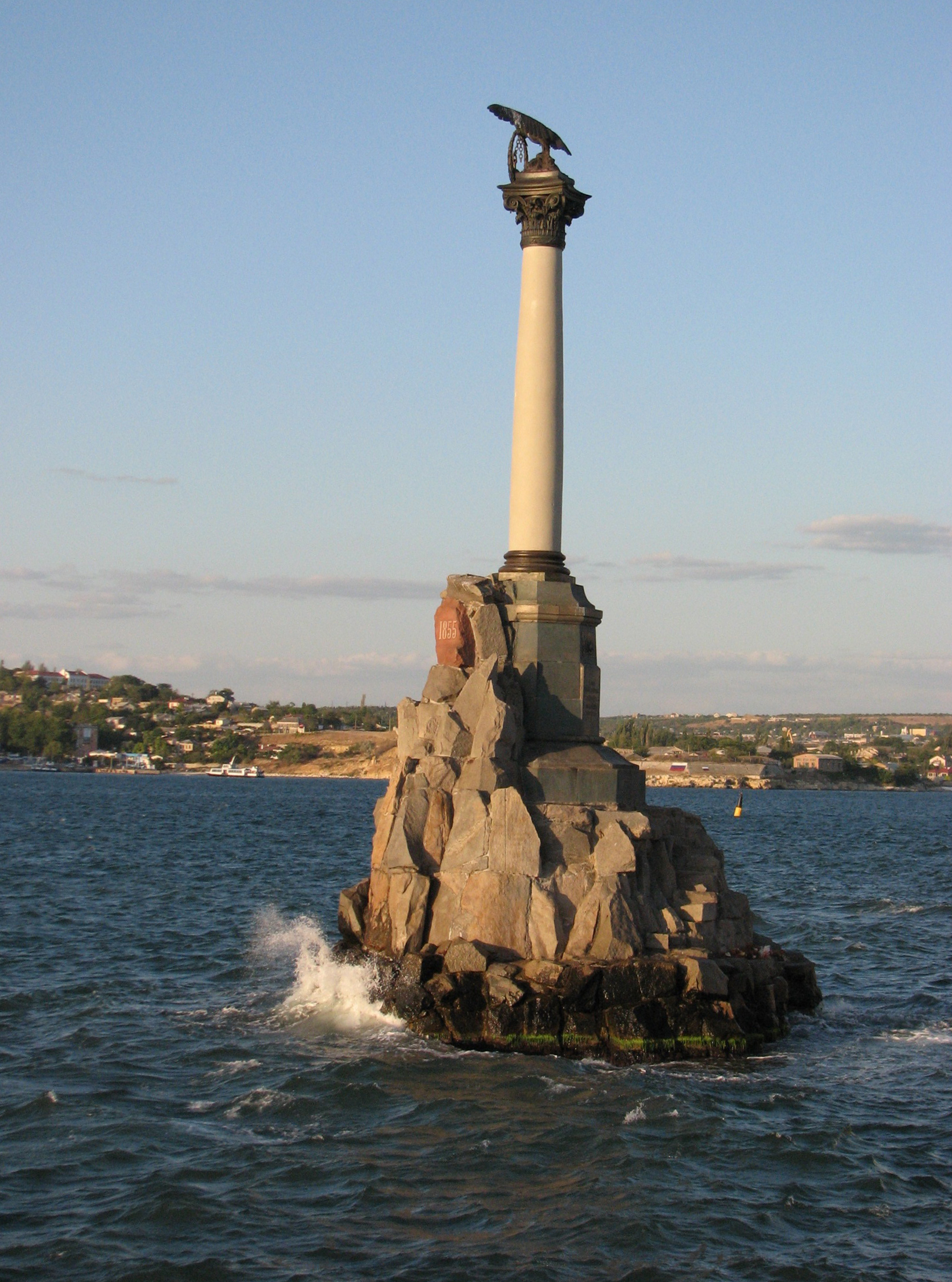
Gedenkzuil in de haven

Het rode lint met de vijfpuntige ster in het wapen van Sebastopol verwijst naar de status van heldenstad tijdens de Tweede Wereldoorlog. Het is de medaille van een Held van de Sovjet-Unie.
De zuil in het wapen is een gedenkzuil in de haven van Sebastopol, die verwijst naar de oorlogsschepen die tijdens de Krimoorlog opzettelijk tot zinken werden gebracht om de stad te beschermen tegen aanvallen vanuit zee.

## Bevolking
Russen vormen met 71,6% van de bevolking de verreweg grootste etnische groep in de stad, hoewel hun aantal sinds 1989 (74,4%) wel iets is afgenomen. Daarnaast wonen er Oekraïners (22,4%) en enkele kleinere groepen, waaronder Wit-Russen (1,6%), Wolga-Tataren (0,7%) en Krimtataren (0,5%).
Het Russisch is de dominante taal in Sebastopol, ook onder diegenen die zich niet als Rus beschouwen. Bij de Oekraïense volkstelling van 2001 gaf 90,6% van de inwoners van Sebastopol het Russisch als moedertaal op, slechts 6,8% het Oekraïens.

## Bestuurlijke indeling
De stad Sebastopol bestaat uit 4 gebieden:
- Leninski (centrum)
- Gagarinski (westelijk deel van de stad)
- Nachimovski (in het oosten)
- Balaklavski (ten zuiden van de kernstad)

Tot het grondgebied van Sebastopol behoren naast de kernstad enkele tientallen kleinere plaatsen, die vooral in het rayon Balaklavski liggen.

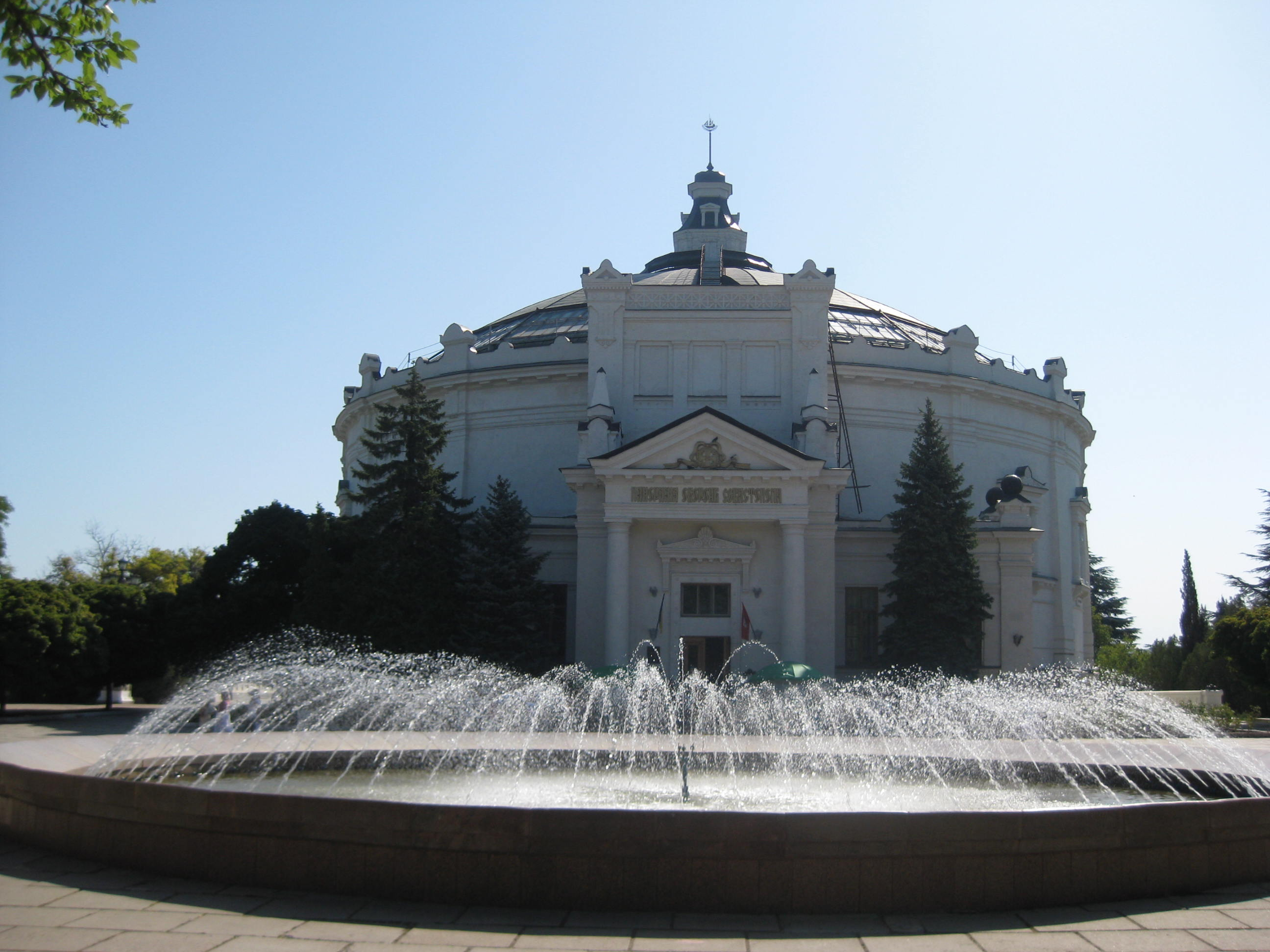
Het Panoramamuseum

## Bezienswaardigheden
In de buurt van Sebastopol ligt de ruïnestad Chersonesos met aldaar de Vladimirkathedraal.

### Het panoramamuseum
In Sebastopol is een van de weinige resterende panoramamusea in de wereld te vinden. Het in 1905 geopende panorama is een van de drie panorama's geschilderd door de Russische schilder Franz Roubaud. Het schilderij laat 6 juni 1855, het hoogtepunt van de belegering van Sebastopol tijdens de Krimoorlog zien, vanuit het standpunt van de stad. Het schilderij is 115 meter lang, 14 meter hoog, en heeft een oppervlakte van 1610 vierkante meter.
Tijdens de Tweede Wereldoorlog raakte het gebouw zwaar beschadigd. Ongeveer de helft van de panelen is daarbij verloren gegaan. Na de oorlog werd het museum gerestaureerd, maar het verschil tussen de oorspronkelijke panelen en de nieuw geschilderde panelen (op basis van foto's) is duidelijk te zien.

## Herinneringen aan Sebastopol
In Parijs herinnert de grote Boulevard de Sébastopol aan de moeizame verovering van de havenstad. In 1854 schonk de Turkse sultan een aantal generaals de hier afgebeelde Gouden Krimmedaille. Duizenden Britse soldaten en officieren droegen de zilveren Krimmedaille, een campagnemedaille met een Sebastopol gesp.

## Bekende inwoners van Sebastopol
- Leo Tolstoj heeft een aantal korte verhalen geschreven over Sebastopol. Hij maakte de belegering van Sebastopol (1854-1855) tijdens de Krimoorlog zelf mee.
- Admiraal Pavel Nachimov had de leiding over de verdedigers tijdens de Krimoorlog en kwam zelf om door een sluipschutter.
- Ook admiraal Vladimir Aleksejevitsj Kornilov sneuvelde er tijdens de Slag bij Malachov.
- En admiraal Vladimir Ivanovitsj Istomin sneuvelde toen door een kanonskogel.
- Dasja Sevastopolskaja verzorgde tijdens de Krimoorlog als verpleegster gewonden aan de frontlijn.

### Geboren
- Anton Sjkaplerov (1972), Russisch kosmonaut

Fort Brest · Kertsj · Kiev · Leningrad · Minsk · Moermansk · Moskou · Novorossiejsk · Odessa · Sebastopol · Smolensk · Stalingrad · Toela